# Dobrino (przystanek kolejowy)
Dobrino (ros. Добрино) – przystanek kolejowy w miejscowości Dobrino, w rejonie gurjewskim, w obwodzie królewieckim, w Rosji. Położony jest na linii Królewiec – Sowieck.

## Historia
Dawniej stacja kolejowa. W okresie przynależności tych terenów do Niemiec nosiła nazwę Nautzken.